# Vecinos por Torrelodones
Vecinos por Torrelodones (VxT) es un partido político de Madrid (España), fundado en el año 2007 y sin adscripción política. Obtuvo cuatro concejales por el Ayuntamiento de Torrelodones en las elecciones municipales celebradas en 2007, nueve en las de 2011, convirtiéndose su cabeza de lista en alcaldesa, y doce en las de 2015, repitiendo alcaldía. En 2019 revalidó la mayoría absoluta, en este caso bajo el liderazgo de Alfredo García-Plata, hasta el 17 de junio de 2023. En las elecciones municipales de 2023 perdió la alcaldía, al bajar de 11 a 7 concejales, tras ganar las elecciones el Partido Popular. Se trata de un partido de carácter local, circunscrito al término municipal de Torrelodones.

## Historia

### Fundación
El origen de VxT se relaciona con el movimiento vecinal, muy importante en la zona de Torrelodones, Galapagar y Alpedrete que llevó en el año 2007 a la constitución del partido para presentarse a las elecciones municipales en Torrelodones.
Las plataformas electorales surgieron, por lo general, como reacción a los planes urbanísticos desmesurados de algunos municipios. En el caso de Torrelodones, vivió una legislatura 2003-2007 muy convulsa. El alcalde, Carlos Galbeño, del PP, afrontó una importante crisis política. Dos de sus concejales, Jesús Pacios y Reyes Tintó, denunciaron presuntas irregularidades urbanísticas cometidas por su propio partido. Ambos fueron expulsados del partido y Galbeño se quedó en minoría con siete concejales. El alcalde vio, al mismo tiempo, cómo muchos torresanos se oponían a su propuesta de construir un Campo de Golf y viviendas en el Área Homogénea Norte (AHN), una zona de 128 hectáreas de gran valor ambiental.
En este clima empezó a fraguarse el partido Vecinos por Torrelodones, de la mano de Elena Biurrun, que en 2005 creó la asociación de vecinos Torrenat. La iniciativa fue un éxito, y algunos de sus miembros forman parte hoy día del partido.
Vecinos por Torrelodones se define a sí mismo como una agrupación de vecinos concienciados y comprometidos con su municipio, teniendo como base la participación, cercanía y transparencia, demostrando que otra forma de hacer política es posible.

### Legislatura 2007-2011
Vecinos por Torrelodones superó en las elecciones municipales celebradas en 2007 al PSOE, que obtuvo el 16,96% de los votos, mientas que VxT consiguió el 23%, en concreto 2.367 de sufragios de un total de 10.251 votos emitidos, consiguiendo así un concejal más que el PSOE.
La constitución del Ayuntamiento de Torrelodones se realizó, de acuerdo a los resultados obtenidos, de la siguiente forma:
| \| Partido político \| 2007 \| 2007 \| 2007 \| \| Partido político \| % \| Concejales \| \| \| Partido Popular (PP) \| 44 \| 9 \| \| \| Vecinos por Torrelodones (VT) \| 23,2 \| 4 \| \| \| Partido Socialista Obrero Español (PSOE) \| 17 \| 3 \| \| \| Actúa (AT) \| 7,6 \| 1 \| \| |      |            |      |
| Partido político | 2007 | 2007       | 2007 |
| Partido político | %    | Concejales |      |
| Partido Popular (PP) | 44   | 9          |      |
| Vecinos por Torrelodones (VT) | 23,2 | 4          |      |
| Partido Socialista Obrero Español (PSOE) | 17   | 3          |      |
| Actúa (AT) | 7,6  | 1          |      |

Los candidatos de VxT que lograron acta de concejal fueron: Elena Biurrun, abogada y fundadora del partido; Gonzalo Santamaría, profesor de secundaria y licenciado en Filología Inglesa; Gabriela Aranaz, abogada; y Jesús Bartolomé, licenciado en Ciencias Económicas. El actor Toni Cantó, que iba como número 5 y responsable de cultura, no obtuvo acta de concejal, ni tampoco, Juan Luis Cano, el periodista y copresentador del programa humorístico de radio Gomaespuma, que ocupaba el número 17 de la lista.

### Legislatura 2011-2015
En las elecciones municipales celebradas el 22 de mayo de 2011, la corporación municipal de Torrelodones quedó formada por 21 concejales, de los cuales 9 son de Vecinos por Torrelodones, con 4.076 sufragios (37,4%) de un total de 11.029 votos contabilizados, consiguiendo así un 14,4% de incremento respecto a 2007, lo que les ha convertido en la quinta formación política de la Comunidad de Madrid. La distribución de los concejales por cada partido quedó de la siguiente forma:
| \| Partido político \| 2011 \| 2011 \| 2011 \| \| Partido político \| % \| Concejales \| \| \| Partido Popular (PP) \| 43,5 \| 10 \| \| \| Vecinos por Torrelodones (VT) \| 37,4 \| 9 \| \| \| Partido Socialista Obrero Español (PSOE) \| 7,4 \| 1 \| \| \| Actúa (AT) \| 6,8 \| 1 \| \| |      |            |      |
| Partido político | 2011 | 2011       | 2011 |
| Partido político | %    | Concejales |      |
| Partido Popular (PP) | 43,5 | 10         |      |
| Vecinos por Torrelodones (VT) | 37,4 | 9          |      |
| Partido Socialista Obrero Español (PSOE) | 7,4  | 1          |      |
| Actúa (AT) | 6,8  | 1          |      |

Los candidatos de VxT que lograron acta de concejal fueron:  
1. Elena Biurrun Sainz de Rozas
2. Gonzalo Santamaría Puente
3. Santiago Carlos Fernández Muñoz
4. Raquel Fernández Benito
5. Luis Ángel Collado Cueto
6. María Rosa Rivet Sánchez
7. Carlos Tomás Beltrán Castillón
8. Ángel Guirao de Vierna
9. Celia Martín Martínez
Tal como previamente habían anunciado los representantes del PSOE y posteriormente de Actúa, el 11 de junio de 2011 apoyaron en el pleno de investidura a Elena Biurrun como alcaldesa de Torrelodones,  convirtiéndose así en la primera Alcaldesa de este pueblo, rompiendo la mayoría absoluta que el PP mantenía desde hacía 24 años.
Desde su toma de investidura, en dos años, redujeron los gastos del Ayuntamiento en un 30% con medidas como la reducción de su sueldo, la eliminación de todos los cargos de confianza o la supresión del vehículo oficial dedicado a Alcaldía, así como su chófer (tal y como exponían en su Programa Electoral), y lograron un superávit de 13 millones de euros en sus tres primeros años de gobierno.

Durante su mandato, dos de sus concejales, el de Deportes y Juventud, y el de Comunicación y Atención al Vecino, fueron reprobados.

Y uno de sus concejales presentó su dimisión en febrero de 2014 tras dar positivo en un control de alcoholemia.
Además, a finales del año 2013, tras no ser aprobada una Cuestión de Confianza requerida por VxT, se pasó a una Moción de Censura ya que la mayoría de la oposición no consideraba apropiados los presupuestos presentados para el 2014. Tras el mes requerido, y dado que la oposición no logró llegar a un acuerdo para formar gobierno, los presupuestos fueron aprobados y VxT continuó gobernando (tal y como lo decreta la Ley Orgánica del Régimen Electoral General).

### Legislatura 2015-2019
En las elecciones municipales celebradas el 24 de mayo de 2015, la corporación municipal de Torrelodones, que está formada por 21 concejales, quedó compuesta por 12 concejales de Vecinos por Torrelodones, con 5.767 sufragios (50,37%) de un total de 11.517 votos contabilizados, consiguiendo así 6,8 puntos más de incremento respecto a 2011, obteniendo así la mayoría absoluta, lo que les ha convertido en la primera formación política de Torrelodones. La distribución de los concejales por cada partido quedó de la siguiente forma:
| \| Partido político \| 2015 \| 2015 \| 2015 \| \| Partido político \| % \| Concejales \| \| \| Vecinos por Torrelodones (VT) \| 50,37 \| 12 \| \| \| Partido Popular (PP) \| 26,77 \| 6 \| \| \| Confluencia Ciudadana por Torrelodones (Forman parte de esta candidatura los partidos políticos: acTÚa, Los Verdes-Grupo Verde e independientes. Más País, Unidos Podemos (España), Podemos, Izquierda Unida (España), Recortes Cero: No se presentan, ni forman parte de confluencia, pero piden el voto para Confluencia Ciudadana por Torrelodones) \| 6,02 \| 1 \| \| \| Partido Socialista Obrero Español (PSOE) \| 5,45 \| 1 \| \| \| Ciudadanos (Cs) \| 5,33 \| 1 \| \| |       |            |      |
| Partido político | 2015  | 2015       | 2015 |
| Partido político | %     | Concejales |      |
| Vecinos por Torrelodones (VT) | 50,37 | 12         |      |
| Partido Popular (PP) | 26,77 | 6          |      |
| Confluencia Ciudadana por Torrelodones (Forman parte de esta candidatura los partidos políticos: acTÚa, Los Verdes-Grupo Verde e independientes. Más País, Unidos Podemos (España), Podemos, Izquierda Unida (España), Recortes Cero: No se presentan, ni forman parte de confluencia, pero piden el voto para Confluencia Ciudadana por Torrelodones) | 6,02  | 1          |      |
| Partido Socialista Obrero Español (PSOE) | 5,45  | 1          |      |
| Ciudadanos (Cs) | 5,33  | 1          |      |

Los candidatos de VxT que lograron acta de concejal fueron:  
1. Elena Biurrun Sainz de Rozas
2. Gonzalo Santamaría Puente
3. Santiago Carlos Fernández Muñoz
4. Raquel Fernández Benito
5. María Rosa Rivet Sánchez
6. Luis Ángel Collado Cueto
7. Carlos Tomás Beltrán Castillón
8. Ángel Guirao de Vierna
9. Celia Martín Martínez
10. Luz Marina Vicen Aznar
11. Hernando Martín Caballero
12. Paula García Manzano.
Los 12 votos de Vecinos por Torrelodones fueron suficientes para proclamar de nuevo a Elena Biurrun como alcaldesa de Torrelodones en el pleno de investidura celebrado el 13 de junio de 2015.
Durante esta legislatura la presidenta del partido, Elena Biurrun, alcaldesa de Torrelodones y su esposo, concejal de urbanismo han sido citados ante el juzgado de Villalba en calidad de imputados por una modificación de normas subsidiarias relacionadas con la compra de un edificio para Biblioteca municipal. Es el llamado escándalo Villa Fabriciano. La querella presentada por el exalcalde de Torrelodones Serapio Calvo  contra la alcaldesa fue archivada. El auto judicial sostiene que en "ningún momento se deriva indicio alguno de criminalidad" pese a la “sorpresa” del querellante que fue licitador en "ese mismo concurso, ofertando un precio mayor al querellado por metros cuadrados". Defienden que la superficie de Villa Fabriciano se adapta a lo exigido en el concurso y el inmueble se presentaba como el "más deseable para los intereses del municipio". Al hilo de esto, rechazan que el concurso se produjera en una "operación concertada de forma opaca y personal". “Nada indica que nos encontremos ante infracción penal alguna”, finalizan. El equipo de Gobierno de Vecinos por Torrelodones calificó la denuncia como una querella "falsa" y destaca que esta formación nació con el objetivo de "desmontar la red clientelar y corrupta que manejaba las decisiones municipales".
Otro asunto judicial que tuvo que soportar el equipo de gobierno fueron las diligencias previas que el Juzgado de Instrucción número 2 de Collado Villalba abrió contra siete de sus concejales por denuncias por presunta malversación de caudales públicos por la instalación de máquinas expendedoras en varios edificios municipales sin que sus propietarios paguen la tasa exigida por la utilización de espacios públicos. El juzgado determinó el sobreseimiento de la denuncia el 7 de mayo de 2019. En esta legislatura la justicia ha rechazado una decena de causas contra Elena Biurrun.
El 20 de septiembre de 2018 se hicieron públicas las amenazas del concejal del partido popular Ángel Viñas Aliau, responsable del área de urbanismo y medio ambiente en su partido, a la alcaldesa Elena Biurrun si su agrupación política Vecinos por Torrelodones volvía a presentarse a las próximas elecciones municipales ya que, en palabras del concejal del PP lo que queremos es la silla donde estás sentada. El partido popular abrió expediente al concejal de su partido. Elena Biurrun y su agrupación manifestaron que no cederían al chantaje.

### Legislatura 2019-2023
En las elecciones municipales celebradas el 26 de mayo de 2019, la corporación municipal de Torrelodones, que está formada por 21 concejales, quedó con la siguiente distribución por cada partido:
| \| Partido político \| 2019 \| 2019 \| 2019 \| \| Partido político \| % \| Concejales \| \| \| Vecinos por Torrelodones (VxT) \| 43,69 \| 11 \| \| \| Partido Popular (PP) \| 17,34 \| 4 \| \| \| Vox \| 13,2 \| 3 \| \| \| Ciudadanos (Cs) \| 11,64 \| 2 \| \| \| Partido Socialista Obrero Español (PSOE) \| 7,28 \| 1 \| \| \| Confluencia Ciudadana por Torrelodones (Forman parte de esta candidatura los partidos políticos: acTÚa, Los Verdes-Grupo Verde e independientes. Más País, Unidos Podemos (España), Podemos, Izquierda Unida (España), Recortes Cero: No se presentan, ni forman parte de confluencia, pero piden el voto para Confluencia Ciudadana por Torrelodones) \| \| 0 \| \| |       |            |      |
| Partido político | 2019  | 2019       | 2019 |
| Partido político | %     | Concejales |      |
| Vecinos por Torrelodones (VxT) | 43,69 | 11         |      |
| Partido Popular (PP) | 17,34 | 4          |      |
| Vox | 13,2  | 3          |      |
| Ciudadanos (Cs) | 11,64 | 2          |      |
| Partido Socialista Obrero Español (PSOE) | 7,28  | 1          |      |
| Confluencia Ciudadana por Torrelodones (Forman parte de esta candidatura los partidos políticos: acTÚa, Los Verdes-Grupo Verde e independientes. Más País, Unidos Podemos (España), Podemos, Izquierda Unida (España), Recortes Cero: No se presentan, ni forman parte de confluencia, pero piden el voto para Confluencia Ciudadana por Torrelodones) |       | 0          |      |

Los candidatos de VxT que lograron acta de concejal fueron:  
1. Alfredo García-Plata
2. Luz Marina Vicen Aznar
3. Jesús Moreno
4. Luis Antonio Berutich
5. Ana María Núñez
6. Víctor Fernando Arcos
7. María Ángeles Barba
8. David Moreno Fernández
9. María Antonia Mora Luján
10. Uxío Sánchez Alonso
11. Susana Albert Bernal
Los 11 votos de Vecinos por Torrelodones fueron suficientes para proclamar a Alfredo García Plata como alcalde de Torrelodones en el pleno de investidura celebrado el 15 de junio de 2019. Para nuevos ajustes en el equipo de gobierno consultar https://www.torrelodones.es/ayuntamiento/corporacion

## Resultados electorales
Evolución del voto en Torrelodones desde 1999:
| Partido                  | Votos 2019 | %      | Votos 2015 | %      | Votos 2011 | %      | Votos 2007 | %      | Votos 2003 | %      | Votos 1999 | %      |
| ------------------------ | ---------- | ------ | ---------- | ------ | ---------- | ------ | ---------- | ------ | ---------- | ------ | ---------- | ------ |
| PP                       | 2.159      | 17,34% | 3.065      | 26,77% | 4.739      | 42,97% | 4.485      | 43,75% | 4.142      | 46,02% | 2.876      | 44,72% |
| Vecinos por Torrelodones | 5.440      | 43,69% | 5.767      | 50,37% | 4.076      | 36,96% | 2.367      | 23,09% | --         |        | --         |        |
| PSOE                     | 906        | 7,28%  | 624        | 5,45%  | 809        | 7,34%  | 1.727      | 16,85% | 1.927      | 21,41% | 991        | 15,41% |
| Actúa                    | --         |        | 689        | 6,02%  | 738        | 6,69%  | 771        | 7.57%  | --         |        | --         |        |
| Izquierda Unida          | 141        | 1,13%  | 258        | 2,25%  | 290        | 2,63%  | 456        | 4,45%  | 1.339      | 14,88% | 1.242      | 19,31% |
| Vox                      | 1.644      | 13,20% | 195        | 1,70%  | --         |        | --         |        | --         |        | --         |        |
| Ciudadanos               | 1.449      | 11,64% | 610        | 5,33%  | --         |        | --         |        | --         |        | --         |        |
| --                       | --         |        | --         |        | --         |        | --         |        | --         |        | --         |        |
| CENSO Electoral          | 17.123     | 100%   | 16.477     | 100%   | 15.008     | 100%   | 13.748     | 100%   | 12.293     | 100%   | 9.842      | 100%   |
| Abstención               | 4,629      | 27,03% | 4,714      | 29,04% | 3.979      | 26,71% | 3.497      | 25,44% | 3.293      | 26,79% | 3.411      | 34,66% |

## Ideología
Aunque circunscrito al entorno municipal, se identifica con la ideología del movimiento ciudadano, basada en los siguientes principios:
- Crear los cauces necesarios para poner la administración al servicio de los ciudadanos, para que sean éstos y su voluntad mayoritaria, el referente de todas las actuaciones políticas, haciendo de la descentralización y desconcentración administrativa punto fundamental de referencia.
- Defender y propugnar un modelo de sociedad democrática, participativa, solidaria, libre y justa, reflejo de la manera de ser y sentir de nuestros ciudadanos.
- Crear cauces de participación de los ciudadanos en la vida pública para que puedan autogestionar la solución de sus problemas.
- Promover un modelo de desarrollo sostenible compaginando la mejora de calidad de vida con la conservación del medio ambiente.
- Impulsar la participación activa de los ciudadanos en la vida política a través de agrupaciones, federaciones u otro tipo de asociaciones en defensa de la identidad local.
- Luchar y defender los intereses de los municipios y de las comarcas en los foros municipales, regionales, estatales y europeos.
- Desarrollar y propiciar políticas en las que se subordinen los intereses partidistas frente al bien común de todos los ciudadanos.
- Conseguir una adecuada y proporcional distribución de los presupuestos de las administraciones públicas en función de las necesidades reales y número de habitantes, evitando repartos tendentes a conceder beneficios injustos y guiados por objetivos no declarados.
- Participar en todas las instituciones políticas, mediante la comparecencia en comicios, con el fin de obtener representación en órganos representativos y de gobierno.

Su programa de gobierno está enfocado a las siguientes áreas:
| - Participación ciudadana y transparencia municipal. - Gestión municipal / hacienda local. - Educación. - Medio ambiente. - Cultura. - Movilidad. - Asuntos y servicios sociales. - Juventud. | - Vivienda. - Deportes. - Urbanismo y territorio. - Sanidad. - Seguridad. - Compromisos de responsabilidad social. - Apuesta por la sociedad de la información. |